# Lysdiode
En lysdiode (eng. LED for light-emitting diode), IR-diode eller UV-diode er en ensretterdiode (elektronisk komponent) og en transducer, som omsætter elektrisk energi til et smalt bølgelængdeinterval i et af følgende områder: Infrarødt (NIR, 2006: Fra ca. 7µm), synligt eller nær-ultraviolet (2018: ned til 245nm) lys.

Selve lysdiode-chippen i et lysdiodehus er ca. 0,5*0,5 mm, men kan være større eller mindre. Lysdiode-chippen er lavet af en halvleder med det båndgab, der afgiver de elektromagnetiske bølger (f.eks. synligt lys), man ønsker, når en strøm passerer.
Lysdioder til synligt lys kan lyse i alle regnbuens farver, og de vinder indpas flere og flere steder, hvor man tidligere brugte små glødelamper, fordi den anvendte halvleder-teknik byder på nogle fordele:
- Lysdiodens energiforbrug er mindre end for en tilsvarende glødelampe, der afgiver samme mængde lysenergi.
- Der er kun en mindre termisk slitage på en standard laveffekt-lysdiode (op til ca. 60mW), der lyser. Et af benene på lysdioden fungerer som en lille køleplade. Laveffekt-lysdioder vil i snit få deres lysudbytte halveret efter ca. 50.000 lystimer.

En højeffekt (hvid eller farvet) lysdiode til en lysdiodelampe på f.eks. 1-5W eller et lysdiodemodul på 5-50W skal køles nok, ellers kan levetiden sænkes drastisk. Som et repræsentativt eksempel kan følgende datablad for et 10W lysdiodemoduls typiske levetid ses på sidste side. Levetiden er vurderet fra ny, og til lysdiodemodulets lysudbytte er faldet til 70%. Som det kan aflæses, vil modulet ved 120 °C have en middellevetid på under 1500 timer. Ved 60 °C vil modulet have en middellevetid på ca. 60.000 timer. Bemærk at levetidskurven ikke er linear.
Modsat en glødelampe kan en korrekt kølet lysdiode lyse konstant i årevis uden at "brænde ud".
Ydermere er lysdioden mekanisk robust, så den kan tåle rystelser, uanset om den er tændt eller slukket. En tændt glødelampe kan ikke tåle så mange rystelser.

## Opdagelse
Længe før man forstod halvledernes virkemåde, opdagede H.J. Round en lysdiode-effekt i SiC i 1907. Han kaldte det koldt lys, fordi krystallet ikke var varmt ligesom en glødelampe. Oleg Losev (1903-1942) genopdagede lysdiode-effekten i ZnO krystaller i 1921. Lyset fra krystallet blev kaldt Lossew-lys.
I 1934 opdagede G. Destriau en lysdiode-effekt med Zinksulfid (ZnS).
Først i 1962 kunne man lave fuldt menneskeskabte lysdioder. 
I 1970 kommer nye LED farver til, man havde nu en grøn farve og en rød farve, og dermed kunne man også skabe gult lysdiodelys. Forskerne var klar over, at det var nødvendigt at fokusere på den blå farve, da man med den og de øvrige farver kunne frembringe et hvidt lysdiodelys. Lysstyrken var på tidspunktet stadig svagt, og først i 1980erne kunne man frembringe et lysdiodelys, der var kraftigt nok til at kunne bruges udendørs i sollys. 
Du kan selv lave dine egne lysdioder. De hjemmelavede lysdioder er selvfølgelig ikke lige så effektive som købelysdioder.

## Anvendelse
Historisk startede lysdioder med at blive anvendt i lommeregnere, digitale armbåndsure, måleinstrumenter og som statusvisning i radioapparater, TV og forstærkere.
I løbet af 1990'erne kom de røde og grønne effektive (high-bright) lysdiodeudgaver, hvilket gjorde, at de kunne anvendes som cykelbaglygter. Senere kom højeffektive (ultra high-bright) i blå lysdiodeudgaver. Den blå farve muliggjorde, at en lille klat fluorescerende stof placeret oven på den blå lysdiodechip omdannede noget af det blå lys til gult. Det blev fra omkring 2003 markedsført som en hvid lysdiode, da menneskets øjne opfatter en blanding af gult og blåt lys som hvidt. Disse anvendes bl.a. som cykelforlygter.
Lysdioder anvendes herudover primært som bilbaglygter (rød), udrykningsblink (blå), lyssignaler (ved vejkryds (rød, gul og grøn) og fodgængerfelter (rød og grøn)). Men der forskes på højtryk for at lave  højeffekts ultraviolette lysdioder med henblik på belysning overalt – til belysning af gader og i boliger.

Igennem mange år er de effektive lysdioder blevet til som spin-off i de succesfulde forsøg på at lave højeffektive halvlederlasere med mindre bølgelængder end rødt og grønt lys – f.eks. blåt og ultraviolet. Dette er årsagen til Blu-rays fremkomst.
Det menes, at nye højeffektive lysdioder kan anvende kvanteøer til effektivt(55-100%) at omsætte UV-lys til fuldspektret hvidt lys.En anden metode til at lave fuldspektret hvidt lys er nævnt i denne kilde.

Fra ca. 2009 gør lysdioderne deres indtog i LCD-skærmes bagbelysning. Grundet lysdiodernes høje virkningsgrad spares 10-40% af energiforbruget. Lysdiodebagbelysningen holder normalt længere end de traditionelle koldkatode lysstofrør.

## Sådan virker en lysdiode
En lysdiode er i elektrisk forstand en "normal" faststof-diode (en pn-overgang i et halvledermateriale i en chip), men det særlige ved lys-dioden er, at både selve halvledermaterialet og det "hus", komponenten er bygget (støbt) ind i, er mere eller mindre gennemsigtige. Den aktive lysdiodechip, hvor lyset kommer fra, er typisk mindre end 1×1 mm stor - men kan også være større.
En fri elektron i halvledermaterialet besidder lidt mere energi end et elektronhul i halvledermaterialets krystalgitter-struktur, så når en elektron "falder i" et elektronhul, afgiver den en foton ("lys-partikel"), hvis energi svarer til forskellen mellem den frie og elektronhullets energiniveauer.
Jo stærkere valenselektronerne er bundet i det halvledermateriale, man anvender, jo større er energiforskellen mellem den frie og den bundne elektron, og dermed energien i den frigivne foton. Da bølgelængden er omvendt proportional med fotonenergien, giver større energiforskel mere kortbølget (blåt eller violet) lys, mens en mindre forskel giver mere langbølget lys (rødt eller infrarødt lys).

## Effektivitet
Lysmængden fra én lysdiode-chip er ikke høj og ligger mellem 0,1 og 250 lumen. En enkelt lysdiode-chip kan således afgive lige så meget lys, som en 25W glødepære (250 lumen). Et standard 36 W lysstofrør afgiver til sammenligning 3.350 lumen.
Lysmængden målt i forhold til den forbrugte energi er forbedret meget de seneste år. I 2006 kunne man lave lysdioder med 50 lm/W, og i 2007 blev lysdioder med 100 lm/W lanceret. Dette skal sammenlignes med glødepærens 10 lm/W og lysstofrørets 93 lm/W.
"Hvide lysdioder" (er typisk blå lysdioder med en fluorescerende klat) specificeres ligesom lysstofrør med en farvetemperatur. Typisk har koldhvide lysdioder højere effektivitet og er billigere end varmhvide.